# Palacio de Mon

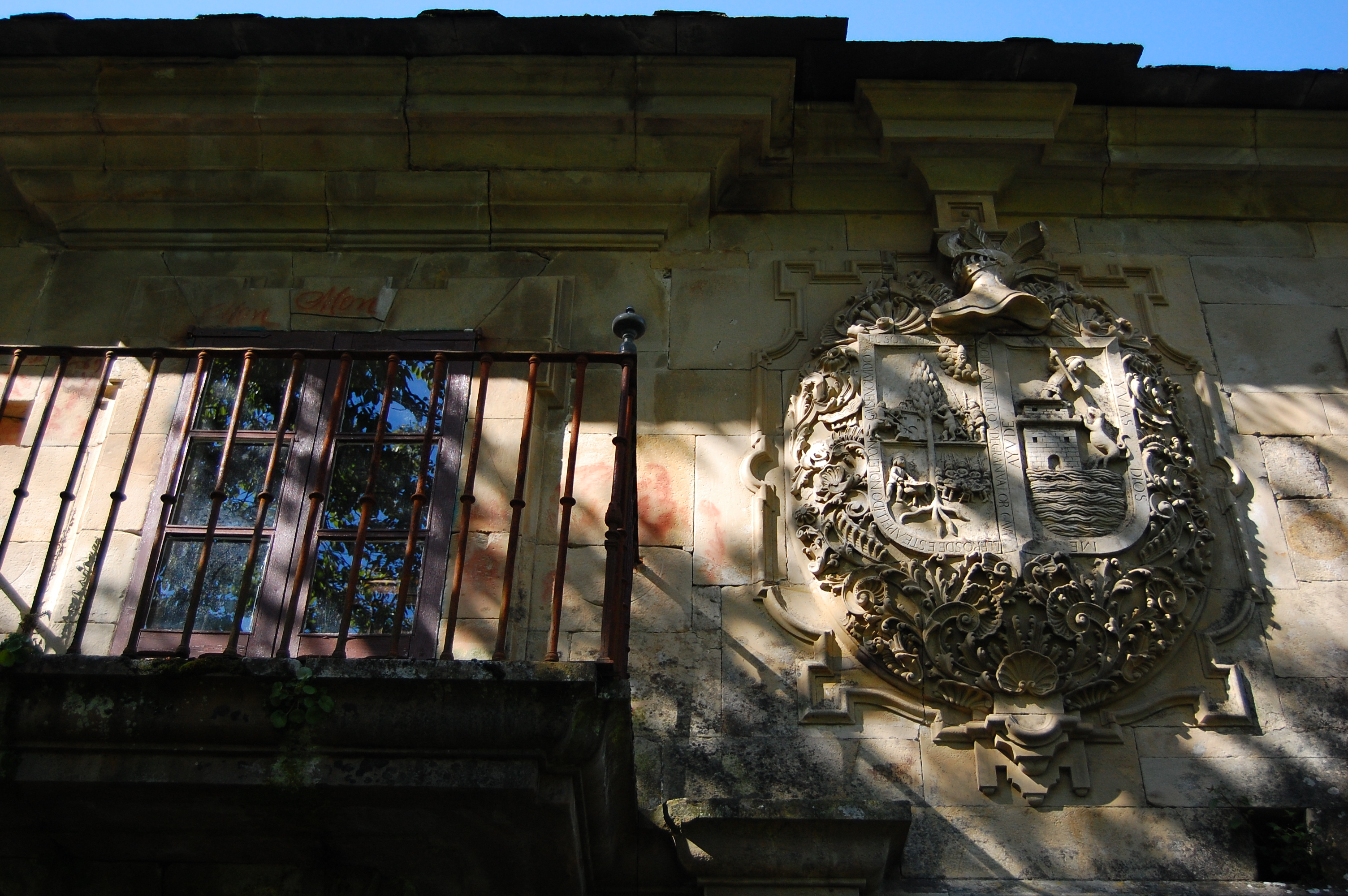
Balcón y escudo de armas de la fachada del palacio de Mon.

El palacio de Mon situado en la localidad de Mon, a 5 kilómetros de la capital del concejo de San Martín de Oscos (Asturias).  Este es un conjunto palaciego del siglo XVIII, adscribible al estilo barroco asturiano de influencia gallega, aunque los orígenes del palacio pueden remontarse a los siglos XVI o XVII, cuando se construye la torre emplazada en el sureste del conjunto.

## Descripción
El palacio de Mon es un palacio de planta irregular, estructurado en torno a un patio central. La fachada principal, orientada al sur, presenta un cuerpo central de menor altura, entre dos torres de planta cuadrada. La torre de la derecha, orientada al sureste, está construida a base de mampuesto y constituye el núcleo originario del palacio, datando probablemente del siglo XVI, mientras que el resto del edificio, levantado a finales del siglo XVII o XVIII, fue construido con sillares.
La parte más significativa es el cuerpo central, donde se encuentra la entrada principal flanqueada por ventanas adinteladas. En el piso superior de la fachada principal se coloca un voladizo con balaustradas de hierro forjado y dos grandes escudos de armas. En el primero de ellos, partido, en el cuartel de la derecha, las armas de la casa de Valledor, en la bordura "La casa de Valledor es antigua y de gran valor, cavalleros de este apellido, no le pongais en olvido"; en el cuartel de la izquierda las armas de la casa de Ibias, en la bordura "Ibias Ibias, Dios me ayude". En el segundo, también partido, en el cuartel de la derecha, las armas de la casa de Mon, en la bordura "Estas armas y blasón son de la casa de Mon, como fuerte las gané y así las defenderé"; y en el cuartel de la izquierda las armas de la casa de Velarde, en la bordura "Velarde que la sierpe mató con la infanta se casó". En la fachada posterior, sobre la puerta, una labra más pequeña con las armas de Mon. Las cubiertas son de pizarra, como es habitual en la zona, a dos y a cuatro vertientes.
El esplendor del palacio se produjo a finales del siglo XVIII. Se concretó en la saga de los cuatro hermanos Mon, hijos del señor del mayorazgo Fernando Manuel Mon y Valledor casado con María Francisca Velarde Prada Malleza y Cienfuegos: Arias Mon y Velarde (1740-1811) llegó a ser gobernador interino del Consejo de Castilla; José Antonio Mon y Velarde (1742-1818) fue miembro del Consejo de Castilla y conde del Pinar por su casamiento con Isabel María de la Concepción del Hierro y Alós; Juan Antonio Mon y Velarde (1747-1791) fue funcionario en Indias, juez y visitador de la provincia de Antioquia en el virreinato de Nueva Granada y presidente de la Audiencia de Quito; finalmente, Romualdo Mon y Velarde (1749-1819) fue arzobispo de Zaragoza y, posteriormente, de Sevilla. Participaron del movimiento ilustrado con su pariente Jovellanos y formaron parte de todo este movimiento político e intelectual, sobre todo en las Sociedades de Amigos del País.